# Hauken Rock
Der Hauken Rock ist ein Klippenfelsen im Archipel der Südlichen Shetlandinseln. Er liegt 1,5 km östlich der Ørnen Rocks und 3 km nordöstlich des Kap Melville, des östlichen Ausläufers von King George Island.
Das UK Antarctic Place-Names Committee benannte ihn 1960 nach dem norwegischen Walfangschiff Hauken, das zwischen Januar und Februar 1906 mit dem Schwesterschiff Ørnen und dem Fabrikschiff Admiralen in den Gewässern um die Südlichen Shetlandinseln operierte.